# RuneScape
《RuneScape》是由英國Jagex公司採用Java程式語言開發的基於網頁的大型多人在线角色扮演游戏，在世界上很受歡迎，尤其是英國及美國。
RuneScape的前身是由Andrew Gower於1998年在剑桥大學編寫的DeviousMUD，2001年Jagex成立并正式更名為RuneScape。2002年2月RuneScape允許玩家付款成為付費會員。於2004年3月29日推出第二版，並將舊版命名為Runescape Classic。現時，RuneScape約有超過九千萬玩家，超過一百萬名付費會員。據統計全球約有六百萬人最少會在每個月玩一次RuneScape（2007年末），並於2008年8月被列入玩家總數最多的大型多人在线角色扮演游戏健力士世界大全。現今，Runescape最新版本為RuneScape（高質素版本）（RuneScape High Detail，簡稱 Runescape HD），於2008年7月14日推出。
DeviousMUD使用了低品質等軸圖像。當時，遊戲並未被公開推出。Andrew Gower於1999年再次重新編寫遊戲，但圖像品質卻未有改善。這個經重新編寫的版本終於被公開推出試用版，並於約一星期後終止試用。
由於Andrew Gower仍忙於大學學業，因此，他在哥哥Paul Gower的協助下，再次完整地全新編寫遊戲，並以三維及二維圖像取代原先的低品質等軸圖像，把遊戲名命名為RuneScape（此版本現在稱為RuneScape Classic）。於2001年1月4日公開推出Runescape試用版，當時，遊戲伺服器運作於英國諾丁罕的一個家中。於同年12月，Gower這兩兄弟與Tedder合夥成立Jagex公司，並以貿易方式繼續推行RuneScape。Jagex研究了一種程式語言命名為RuneScript，只推行於RuneScape的伺服器，以Jagex方便掌管遊戲中的活動，如定期更新等。2002年2月27日，推出了以一個月計算的付費會員服務，期後，所有付費會員更可享有更大地圖空間、更多任務和更多物品等。
隨著Runescape的玩家越來越多，Jagex開始計劃對RuneScape進行大改善工程。Jagex全新改造遊戲的驅動器，把全部圖像立體化，並推出RuneScape第2版。於2003年12月1日推出付費會員試用版，並只有付費會員才可試用。並於2004年3月17日推出完整版，供所有玩家使用。RuneScape第2版推出後，正式更名為RuneScape，而舊版本則命名為RuneScape Classic。其後，Jagex發現有很多玩家使用外掛程式玩RuneScape Classic，因此，一共封鎖了約5,000個帳號。之後，Jagex停止了RuneScape Classic的新用戶申請，只有2005年8月3日前有登入過的玩家，並且是付費玩家，才可登錄，此規例並維持至今。
Jagex於瀏覽器內免費會員的遊戲畫面上方增添了廣告橫幅。於2006年7月13日，Jagex與WildTangent簽約，於美國廣泛宣傳RuneScape。另外，有很多會員使用某些程式，阻止了在瀏覽器內遊戲畫面上方的廣告橫幅，這樣對廣告客戶造成不公平，因為，Jagex推出了一條新規例禁止這些玩家使用程式阻止廣告。
於2006年5月16日，Jagex把遊戲引擎升級，主要是圖像更新。這個更新，使RuneScape的遊戲記億體減少，並可發展及改善遊戲內容，而不會加長遊戲載入的時間。遊戲引擎於2007年6月26日再次升級，並可暫存遊戲的未來更新內容，但卻沒有公開推出。於2008年7月1日，Jagex推出了RuneScape高質素試用版本，只供付費會員試用。而正式版則於7月14日推出，供所有玩家使用。RuneScape高質素版本，改善了各方面的畫質，而付費會員更可使用全螢幕。而原先的舊版本則仍然保留，設為低質素版本，供所有玩家使用。同時，Jagex宣傳升級到付費會員的價格於2008年8月4日上升，加了$0.95（美元），但已是付費會員的，仍然以2002年的價格為標準，不會受到此次加價影響。

## 伺服器

RuneScape伺服器分別遍佈在：英國、美國、加拿大、荷蘭、澳洲、瑞典、芬蘭、比利時、墨西哥、巴西、愛爾蘭、挪威、丹麥 、印度及紐西蘭

現在，RuneScape的遊戲伺服器共193個，遍佈全球，並以數字和世界來分清（如：World 17、第17個世界）。伺服器分別位於英國、美國、加拿大、荷蘭、澳洲、瑞典、芬蘭、比利時、墨西哥、巴西、愛爾蘭、挪威、丹麥 、 印度 及紐西蘭。伺服器位於各地的指定位置，當地人會有完善的網絡連接，並方便各地的語言溝通、時差等。隨著各地會員增加，伺服器也不時增設。
每個伺服器容納2,000名玩家，全部伺服器總共可容納多於300,000名玩家。伺服器可分開2個類別：免費及付費會員，免費伺服器可供免費及付費會員，而付費會員伺服器則只有付費會員才能登入。有些伺服器擁有特定的活動，例如：交易、迷你遊戲等，方便玩家們可聚在一起進行該項活動。除了RuneScape的遊戲伺服器外，RuneScape Classic亦擁有2個遊戲伺服器，並位於英國，每個伺服器只容納1,250名玩家，共2,500名，現在RuneScape Classic不容許新用戶申請。

## 其它語言
除了英語外，於2007年2月14日，Jagex推出了RuneScape德文試用版本，期後並推出了完整版。現時，RuneScape德文版佔有5個遊戲伺服器：3個免費伺費器及2個付費會員伺費器。這5個伺服器均位於瑞典及芬蘭。RuneScape法文版本於2008年12月11日推出。並計劃在未來製作葡文版本。一次Jagex首席執行官訪問時，他說：
……我們正考慮將RuneScape市場擴展至東南亞，包括歐洲及亞洲市場，但不會考慮到日本。相信RuneScape會在馬來西亞有很好的發展。而說到印度，我相信RuneScape只是一個遊戲給懂英語的印度。我們亦會於不同地區逐個地發展。

## 遊戲內容

### 探索
玩家可透過步行、跑、魔法瞬間轉移、飛機、船或走行捷徑等穿梭整個RuneScape世界。
- 步行：玩家可隨意透過滑鼠的按鍵，在畫面上目的地按一下即可移動。（詳情可見遊戲操作方法）
- 跑步：玩家可在遊戲中設定自己在跑的狀態，但跑步的時間會消耗氣力，氣力滿時為100%，當跑步的時候，氣力會隨玩家攜帶的物品，及穿著的衣服、裝甲的重量大小而消耗。付费玩家的敏捷度等級越高，便能加快存取跑步的氣力。（有關敏捷度，請參見技能）
- 魔法瞬間轉移術[6]：玩家可使用魔法石，念出指定的魔法，便能瞬間轉移到指定地點。玩家的魔法等級，能念的瞬間轉移術的數量越多。有些需要很高的魔法等級，而且是付費會員專用，可念出把別的玩家瞬間轉移到指定地點。特定的物品也有类似魔法瞬移的效果。自动人物也会提供传送服务。
- 滑翔機：此功能現時只供付費會員使用。玩家完成“盛大的樹（The Grand Tree）”任务后，可透過與指定的树精（gnome）對話，便可使用滑翔機服務，飛到指定的地點。（有些路線需要玩家完成其他任務後才能使用）
- 船：玩家可到指定碼頭透過與指定的自動玩家（NPC）對話，可使用乘船服務，到指定的岸邊。玩家也能自行制作独木舟旅行。
- 地铁：此功能現時只供付費會員使用。完成“另外一片「火腿」（Another Slice of H.A.M.）”任务以后可以使用，由矮人（dwarf）运营。
- 热气球：此功能現時只供付費會員使用。完成“启明旅程（Enlightened journey）”任务以后可以使用，自己要明白操作规则，解鎖路線後才能到達指定地方。
- 仙女环:此功能現時只供付費會員使用。在“神话——第二部分（A Fairytale Part II）”中获得仙子教父（fairy godfather）许可后就使用。装备特定的法杖后，从一个分环传送到母环，再在母环拨号传送到其他分环。
- 精神之树：此功能現時只供付費會員使用。完成“树精村（Tree gnome village）”任务后可以使用。有83级农业的玩家可以自己栽一棵。（有83级农业和完成The Prisoner of Glouphrie的玩家可再栽一棵）
- 捷徑：此功能現時只供付費會員使用。玩家可透過捷徑，走到目的地，避免需要繞過大路才到目的地。玩家的敏捷度等級越高，可使用的捷徑越多。（有關敏捷度，請參見技能）
- 金币：在网络游戏中，玩家们会以虚拟货币（RS Gold（页面存档备份，存于））来交易物品。但是有些玩家由于虚拟货币不足，所以就有了以实体货币去交换成虚拟货币或是购买虚拟物品的行为。由于此类行为直接关系到现实利益，并容易造成现实以及网络犯罪行为的发生，游戏公司基本上都是严令禁止此类交易行为。但由于网络游戏中的角色等级RS Powerleveling（页面存档备份，存于））、技能、装备等等皆与游戏时间有间接关系，有些玩家并没有那么多的时间来进行游戏，所以也出现了购买账号RS Accounts（页面存档备份，存于））的行为。

### 技能
技能能讓玩家有能力去做某些活動、使用某些功能。
- 經驗值：

玩家能通過使用那些技能而得到該技能（页面存档备份，存于）的經驗值，例如：釣鲑魚能訓練釣魚，增加釣魚的經驗值。隨著經驗值增加，技能等級就越高，能使用的道具也更多更好。
每個技能的最低經驗是0，最高是200,000,000。25個技能全部練成後總經驗是5,000,000,000，可是到現在為止，只有一位玩家到達此標準。
在遊戲裏，有二十五種技能，包括四大類（斜體者為付費會員專用技能）：
- 戰鬥[10]：
  - 攻擊（Attack），提升此技能可以改善近距離攻擊的準確性，并使用更多的武器。「攻擊」技能等級越高，近距離攻擊則越容易命中。
  - 防守（Defence，也译作“防御”），提升此技巧能使你穿著更多更好的防具，并减少受到的伤害次數。但是「防禦」技能等級越高，並不能减少敵人的攻擊對玩家造成的最大傷害。
  - 力量（Strength），提升此技巧可以改善近距離物理攻擊的强度，「力量」技能等級越高，近距離物理攻擊造成的傷害就越高。
  - 射箭（Ranged，也译作“射击”），提升此技巧可以提高射箭攻擊的伤害、準確性。「射箭」技能等級越高，則越容易命中敵人並造成更高的傷害。
  - 魔法（Magic），到達一定等級可以開启其他較為高級的魔法，而魔法的使用則會消耗玩家身上的魔符石（Runes），技能等級越高，魔法攻擊則越容易對命中敵人。魔法技能不僅僅用于戰鬥，較高的魔法可以進行煉金，瞬間轉移和魔法注入等等。
  - 祈禱（Prayer），到達一定等級可以開放其他較為高級的祈禱技術，在戰鬥時獲得優勢。例如從厚膚術（Thick Skin，增加5%防禦）、清晰思考（Clarity of Thought，增加5%攻擊準確度），以至物品保護（Protect Item）、鋼膚術（Steel Skin，增加15%防禦力）、究極力量（Ultimate Strength，增加15%攻擊力），而最方便提升祈禱技能經驗值的方法便是在殺敵之後，把其屍骨埋葬。免費會員世界中，最多經驗值的只是加15經驗值的大骨頭（Big Bones）。若是付費會員，要比較快得到經驗值的話，可以使用房子裡面的镶金祭坛（Gilded altar），同時燃起燃燒器（burner）。用這種方式可以得到3.5倍的經驗值。更快的方法有Ectofuntus，用這種方式可以得到4倍的經驗值。而付費會員玩家最常用的是龍骨（Dragon bones），這種屍骨如果用埋葬的方式可以得到72點經驗值，在镶金祭坛上更可以得到252點，在Ectofuntus上更可以得到288點。
  - 生命值（Constitution），在創造角色之後，玩家的生命值以400開始（生命值上限可透過升級和穿戴盔甲來提高）。生命值達0的話，便死亡，死亡後將被送到「復活重生點」（Respawn Point）。
  - 召喚術(Summoning)，可利用召喚獸作為外援。

- 综合搏鬥等級（Combat Level），是唯一可被其他玩家直接看到的等級。這等級由系統自動計算出。最底為4級，最高為200級。

综合搏鬥等級計算方法：Ｘ+防禦等級+2（Ｘ為下列五等級的最高者：攻擊、力量、射箭、魔法、召喚術）
- 採集資源：
  - 釣魚（Fishing）：在指定的岸邊可以釣魚，魚（包括虾、龙虾、鲨鱼等）可以被烹飪後，作補充生命值的食物。
  - 採礦（Mining）：從特定的礦場挖出不同的礦石，需要使用镐（Pickaxe）。礦石有很多種類，如錫礦（Tin ore）、鐵礦（Iron ore）、金礦（Gold ore）等。
  - 伐木（Woodcutting）：遊戲世界中有大量樹木，能使用斧頭（Axe/Hatchet）砍伐，一段时间后树木会再生。木材主要用於生火、蓋屋或造弓箭等。
  - 農業(Farming)：玩家能在指定的農田種植，種植出來的可用作食物或藥材等。
  - 偷竊(Thieving)：可以在特定攤位進行偷竊，或在非玩家角色（NPC）身上盜取財物。也可以撬锁。
  - 卜筮(Divination)：吸取世界失衡所滲透出來的能量來製造護符等物品。
- 加工：
  - 廚藝（Cooking，也译作“烹饪”）：這是制做食物的技能。技能越高，便可烹调更高級的食物和減少燒焦的機會。食物如肉、菜、飲品等。
  - 工藝（Crafting）：包括縫紉、切割、造首飾、玻璃器皿、陶器等。
  - 生火（Firemaking）：可使用打火匣（Tinderbox）及木材生火。付費會員更可點油燈，用作於黑暗洞裡探險的光。还能给特殊的遗骸火葬，来获得亡灵的奖励。
  - 符石製作（Runecrafting）：將原符石（Rune Essence）或純符石（Pure Essence）帶到特定的祭壇（Runecrafting Altar）（大部分神壇需要玩家利用特定的魔符法寶（Talisman）或由它製成的物品才能進入）將之製成相應的魔符石，完成了名為「符石奧秘」的任務（Rune Mysteries）後便開放此技能。但其實未完成任務前，已可以加工符石，只是封閉了採集原符石的地點，而此地點在完成任務後可透過特定的魔法師瞬間轉移而抵达。
  - 鍛造（Smithing）：使用玩家從礦場採得來的礦石，經冶煉（smelt）後成為金屬塊（bar）。然後将金屬塊放在鐵砧（anvil）上，使用鐵槌（hammer）鍛造成不同的武器、盔甲、洋釘、箭頭等。
  - 造箭（Fletching）：造箭可製造弓弩或箭、飞镖。製造弓弦的方法，是使用亞麻（flax），紡（spin）成弓弦（bow string），並使用刀刻木。最後使用弓弦在未完成的弓上就大功告成了。製造箭的方法，是使用刀，把木材切割成箭桿（shaft），並把羽毛（feather）插進去。最後，放上箭頭（能被鍛造），便大功告成。這個技能付費會員可以在很快的時間賺到很多金錢。
  - 藥草學(Herblore)：這是透過一些物品搭配藥草來製成藥水，藥水可暫時性地增強玩家的技能。
- 獨立技能：
  - 敏捷(Agility)：此技能是以短的時間，使用捷徑走過原本要走很遠的路。玩家可以透過此技能爬過小洞、跳過河流、山崖等。敏捷度等級越高，便能使用更多捷徑，亦能加快存取跑步的氣力。
  - 建築(Construction)：玩家能使用此技能設計屬於自己的房屋，房屋可邀請其他玩家進入。而此技能等級越高，能建造的設施便越多。
  - 屠宰(Slayer)：要求指定的自動玩家（NPC）給予屠宰專用任務，屠宰指定數目的怪物、野獸，便得到回報及經驗值。有些怪物、野獸需要玩家有一定屠宰等級才能對之造成傷害。
  - 狩獵（Hunting）：使用特定的道具，捕捉指定的野生動物。如使用蝴蝶網（Butterfly net）捕捉蝴蝶（Butterfly）。
- 分类未定技能：
  - 地窟探险（Dungeoneering）：使用以上所有技能来在地窟求生，并击杀首领。提高这个技能也可以使用一些高级的武器和盔甲。等级上限为120级。

每個技能的等级上限與大部分網絡遊戲一樣，為99級。當玩家的技能達到此等级時，可以付99,000遊戲幣（玩家還可在洞穴探险技能達到120級時付120,000遊戲幣），向指定的自動玩家（NPC）買得相應技能獎勵斗篷（Achievement Cape/Cape of Accompishment），統稱通技斗篷（Skill Cape），以証明在玩家在此技能上的成就。但直到現時，只有付費會員才可以買到獎勵斗篷。
在2007年10月，官方在技術方面增加了玩家協助系统（Assisting system）。在某個技術上，等級低的玩家可以向等级高的玩家求助。求助過程中，技術等級低的玩家，可以使用高等級對方的技術，來制作一些物品，而不需要把該物品交給等級高的人，以防止有騙子不歸還物品。而過程中，經驗值會給予協助別人的玩家。

### 死亡
若玩家沒有食物，不幸被其他玩家、怪物、机关攻擊至0生命值，便會死亡。死亡後，只會剩餘身上点金价值最昂貴的3個物件，玩家能自己選擇（除非玩家在黑暗領域（Wilderness）死亡），其它的会被丢弃在玩家的死亡地点，玩家可以回去拿（在限定时间内）。玩家如果在黑暗領域（Wilderness）死亡，死後不會留下任何物品。玩家亦能使用特定的祈禱，便能留下多1件物件。
死亡後，玩家便會被轉移到自己指定的「復活重生點」（Respawn Point）：
- 原先的設定，或在免費世界上，復活重生點必定是Lumbridge（城堡外）。
- 在付費會員世界上，若完成了Recruitment Drive任務，玩家可選擇復活重生點為法拉多（Falador，白骑士城堡的地面中心點）。
- 在付費會員世界上，若完成了国王的赎金（King's Ransom）任務，玩家可選擇復活重生點為Camelot（Knights' training room，即是城堡的最高點）。
- 在付費會員世界上，若完成了Nomad's Requiem任務，玩家可選擇復活重生點為靈魂戰（Soul Wars）活動大堂。

而玩家死亡該處則豎立了一個限時墳墓（gravestone）（指定地點除外，例如黑暗領域），限時5分鐘（預先設定）至15分鐘（玩家付费自選墓碑），玩家可於這段時間內，前往墳墓該處取回物品。若限時內不能取回物品，該墳墓便會倒塌，其他玩家便能取去物品。其他玩家可以維修或祝福（repair/bless）（玩家需要70祈禱等級才能祝福墳墓），一個被維修的墳墓則能維持多5分鐘，被祝福的坟墓的時限可以大大延长至1小時。

### 任務
任務(runescape quest（页面存档备份，存于）)是由一套指定的工作組成，每個任務擁有一個獨自的故事場面，玩家能自願選擇完成那個任務。一般來說，每個任務都會有它的最低要求，如：必須擁有釣魚等級40、必須擁有多於33個任務點、必須完成某個任務，才能開始做這個任務。而任務的最低要求，不包括別人的協助。有些任務必須是多人合作，才能完成。完成任務後玩家可獲經驗值、金錢和任務點（可能還有其他獎勵，視乎任務本身）
任務分為3類：免費任務、付費任務、節日任務。免費任務供所有玩家做，免費任務的最低要求都是免費玩家能應付的。付費任務只供付費玩家做。大約每一個月，都會推出一個新任務，正常來說，大部分新任務都共供付費會員。當一個玩家完成所有任務（包括免費及付費任務），與得到等級99技能一樣，可以付99,000颗游戏币向指定的自動玩家（NPC）买得任務斗篷。但約推出了一個新任務，該斗篷會在任務推出後不能穿戴（已穿戴的斗篷會返回玩家的背包，如背包已滿，則它會在銀行，否則玩家需向該自動玩家取回，不需再付游戏币），並需要完成新推出的任務才能再穿戴該斗篷（不需再付游戏币）。

### PvP世界
PvP世界於2008年10月15日推出，供真正玩家們互相打鬥或戰爭。PvP世界的前身是2007年12月被取消的「荒野」（Wilderness），詳情可見#黑暗領域。
玩家可自行選擇進行PvP世界，進行PvP世界前，會彈出警告，避免不知情的玩家胡亂進入了PvP世界而死亡。
在PvP世界上，玩家可根據指示，攻打指定級數的玩家。在不同範圍，玩家可攻打指定級數的玩家，但某些指定的地方不能進行打鬥，即安全地帶，包括：銀行、交易市場、Lumbridge城堡等。玩家頭上會出現一個白色骷髏頭的標誌，指死亡後不會取回任何物品。（除非啟動了指定的祈禱或在指定的世界，便可取回多一件物品。）。（詳情可見RuneScape遊戲中死亡。）
當某玩家殺死了另一位玩家後，另一位玩家死亡前的物品会掉落作为獎品。
PvP世界在2012年2月1日被移除。

### 荒野領域
荒野領域（Wilderness），是RuneScape中一個較特別的地方，根据游戏剧情是混沌之神扎莫拉克（Zamorak）的作为。
在2007年12月10日前，荒野領域一直都有PvP（玩家對戰）的功能，可說是現時PvP世界的前身。但自2007年12月10日，官方宣佈荒野領域的PvP功能取消，並新增了三個主要功能：公会戰爭（Clan War）、賞金獵人（Bounty Hunter）及Revenants（幽灵）。主要原因是因為遊戲官方發覺很多玩家把一帳戶擁用的道具，作为死亡奖品交易給另一帳戶，使游戏经济變得不公平。
在黑暗領域被取消後，被賞金獵人取代，因為只有它擁有PvP功能及供所有玩家自愿使用，但由於遊戲的規限太多，因為，不太受歡迎。同時，很多玩家一直在訴求重建PvP功能。直到2008年8月15日，官方推出一個擁有PvP功能的建備 - PvP世界（詳見PvP世界）。
以前在荒野領域中，主要的挑戰是遭遇Revenants，它們會單獨，或一群地隨機四處走動。任何Revenants一碰見真正玩家，便會發出攻擊。而且，幽灵能够模仿玩家吃食物补血。因此，玩家一碰到Revenants的話，若要逃走的話，需要不停地奔跑。因此，Revenants為在黑暗領域做任務或探索的玩家，帶來一定的麻煩。Revenants在2012年2月1日不再四處走動，而是在一洞穴（Forinthry Dungeon）內，玩家需到該洞穴才能見到Revenants。
在黑暗領域中，所有有搏斗等级的自動玩家（NPC）都會自動攻擊。而且，在火山附近，不時會有熔岩隨機彈出，也會為玩家帶來一定的傷害。
2011年2月1日，RuneScape 正式回復以往的wilderness，重新准許PK。

### 隨機活動
隨機活動(Random Event)是一個隨機地發生在遊戲內，視乎玩家的行動。例如：有一個自動玩家，突然出現在你的身旁，並把你帶到另一個地方，要求你完成指定的任務，才會帶你返回原先的地點。亦有些已废止的隨機活動，是有一個比你戰鬥等級比你高的一個怪兽，突然出現並攻擊你，你可選擇馬上離開，或把它打死。一般來說是很短的，並容易完成。隨機活動的好處，是防止有玩家使用外掛程式來自動操作，或沒有登出而離開電腦旁邊，无辜的玩家则可以通过正确操作获得奖品。於2008年3月27日，Jagex重新整理隨機活動的系統，因為發現越來越多玩家使用外掛程式自動操作；在外挂减少之后又曾整理过，因为战斗类的会伤害无辜的玩家。
隨機活動在2012年10月24日始被移除。

### 節日活動
節日活動，是為了配合節日氣氛而設計的。節日活動由2001年萬聖節開始，Jagex只會針對復活節、萬聖節及聖誕節而設計節日活動。節日活動要求玩家完成一個有關該節日的任務（例如砌雪人、尋找復活蛋等），而獎品會是一個動作、一件裝飾品。一個節日活動會進行大約兩星期，活動完結後，節日活動任務便不能再做，也不會有獎品。那即是獎品在一個節日活動完成後，便是絕版了。在2002年聖誕節前的所有節日活動獎品，都可以交易。期後，所有獎品都不能交易，丟到地方也不能被其他玩家看見或拾到，只能夠自己收藏。若遺失了，可向指定自動玩家取回。在2002年聖誕節前的所有節日活動獎品，在現時是非常罕有的，因此，價格非常高。另外，每個節日活動，都會有特定的佈置，以迎合節日氣氛。
在2008年11月26日，官方首次推出特殊的節日活動－2008年感謝日（Thanksgiving 2008 Event），與其它節日活動不相同。

### 迷你遊戲
在RuneScape中，有很多供玩家遊玩的迷你遊戲（Minigames（页面存档备份，存于））。大部分迷你遊戲的內容，與RuneScape主要遊戲內容無關，但卻使用了遊戲的技術及設定。而大部分迷你遊戲只供付費會員。
迷你遊戲中，主要分2類：危險、非危險。危險迷你遊戲指，當輸了遊戲時，遊戲中角色會真正死亡，而不能取回物品，但會被送回到迷你遊戲的入口；而非迷你危險指，當輸了遊戲時，你可能會死亡，但不會掉下物品，而死亡後，將被送回到迷你遊戲的入口。
贏取了迷你遊戲的話，都會有獎品。有些遊戲的獎勵是獎券，即玩家存到足夠的指定迷你遊戲獎券後，便可到指定迷你遊戲的指定地點購買物品。有些遊戲的獎勵是積分，積分越高，可使用的功能亦越高。而部分迷你遊戲的積分亦會顯示於「高分」（High Score）處。有些遊戲的獎勵是獎金，即遊戲金幣。然而，部分的遊戲（例如一些群體迷你遊戲）則不會有獎勵。

### 聊天系統
RuneScape提供一個讓玩家們可互相溝通的聊天系統(Chat System)。玩家可以透過「公共聊天」(Public Chat)、「聊天室」(Clan Chat)及「私人聊天」(Private Chat)來互相聯絡。公共聊天即讓玩家能在遊戲中任何一個地方說話，讓別人看見；私人聊天即是一對一對話；聊天室則讓一群玩家不論在遊戲中任何地方，都可在自選聊天室頻道中看到別人的對話及自己的說話。每個人都有自己的一個聊天室頻道，而聊天室頻道都有一個管理員，即是自己的頻道。管理員可選擇自己聊天室的開放性（如：公開的、只有朋友的等）。並可設定不同參與者的用戶組，不同用戶組有不同職責或選項，例如，該用戶組可：說話、強制某參與者離開等。
官方亦使用了關鍵詞過濾，避免玩家說了一些不當詞語，或人身攻擊。該些不當詞語會轉為"*"。除此之外，若某玩家說了一些不當詞語，而沒有被過濾，若被其他人或官方發現，將會被懲罰禁言多天。（詳情可閱讀懲罰）當玩家被禁言時，不能透過官方遊戲論壇、公共聊天、聊天室及私人聊天說話，直至解禁為止。
所有申請時選擇自己的歲數為13歲或以下的，都不能在遊戲中說話，等同禁言，除非得到父母申請。但由於歲數是自填的，因此未到13歲的玩家亦可選擇13歲以上，亦不受禁言影響。

### 兵器
在遊戲裡有不同的兵器，例如彎刀、匕首、巨劍、弓、弩、長劍、魔法杖、飛刀，鞭子等。
而不同的兵器有不同的攻擊方式，亦有不同的效果，例如「捅」（Lunge）可適用於彎刀類及劍類，但是對於彎刀類，「捅」會造成力量、準繩平均分配而得出的平衡式攻擊效果（Controlled），而得出的經驗值會平均分配予搏鬥技巧等級的四項成份技能（即攻擊、防禦、力量、生命值各自分配得到25%的經驗值），而對於劍類，「捅」則造成會較為偏重力量而得出的破壞性攻擊效果（Aggressive），而得出的經驗值的80%會分配予「力量」技能，而其餘的就會分配予「生命值」技能。
而對於不同的兵器，造成相同效果的攻擊動作亦未必相同，例如彎刀類與劍類都有攻擊方式會造成較為偏重準繩而得出的精確性攻擊效果（Accurate），而得出的經驗值的80%會分配予「攻擊」技能，而其餘的就會分配予「生命值」技能，但是彎刀類的是「剁、砍」（Chop，Slash），而劍類的就是「刺」（Stab）。
因為2012年11月的戰鬥系統進化, 所有兵器只有一種攻擊方式, 可是玩家能調較他們想得到的經驗值（例如在近戰中能調較得出的經驗值會加在攻擊、防禦、力量三者之一或三者平均分配）

### 地圖
Runescape有三大王國、眾多行政區域、小島和荒廢的地方，裡面有城鎮、銀行、礦場、漁場、洞穴、迷你遊戲、碼頭等眾多設施。但地圖只顯示地面上的設施，所以，置於地底及樓上的設施則需要玩家自己發掘。而隨著遊戲的更新，地圖也會同時更新。因此，RuneScape沒有一個經常被「正式」使用的地圖。

### 折叠成就日记
成就日记即Achievement Diary，更新后改为Tasks System，指在指定的地方认识那里的任务，不过有生活技能的级别要求，所以更多情况下练级的时间会超过做日记的时间。完成成就日记不会获得任务点数，不过会获得一些其他奖励。非会员只有Lumbridge的成就日记，而会员则有更多。
奖励:
Lumbridge:Exploer's ring，从新手到难奖励1-4等级的戒指。
Varrock:Varrock Armour，从简单到精锐奖励1-4等级的盔甲。
Ardongne:Ardougne cloak，从简单到精锐奖励1-4等级的披风。
Falador:Falador Shield，从简单到精锐奖励1-4等级的盾。
Fremennik:Fremennik Sea Boots，从简单到精锐奖励1-4等级的靴子。
Karamja:Karamja gloves，从简单到精锐奖励1-4等级的手套。
Seers'Village:Seer's Headband，从简单到精锐奖励1-4等级的扎头带。
Morytania: Morytania legs，从简单到精锐奖励1-4等级的腿甲。
Desert:Desert Amulet，从简单到精锐奖励1-4等级的项链。
这些奖励大多不在于其属性，而是在于它们的特殊功能。比如Exploer's ring的菜地传送、增加跑步体力、免费炼金术等功能就深受玩家喜爱。在完成所有Tasks后会奖励一个名叫Taskmaster的动作。

## RuneScape Classic
RuneScape Classic是RuneScape的舊版本，亦可說是它的前身。在2001年1月4日推出試用版本，其後在2002年2月推出正式版本，並允許玩家付款成為付費會員。於2004年3月29日推出第二版，畫質被完全翻新，並將舊版命名為Runescape Classic。但期後，官方發現大量玩家使用外掛程式，因此，一共封鎖了多於5000位玩家，並停止新玩家注冊RuneScape Classic至今。只有2005年8月3日前有登入過的玩家，並且是付費玩家，才可登錄。
RuneScape Classic佔有2個遊戲伺服器，並位於英國，每個伺服器只容納1,250名玩家，共2,500名。

## 付費會員
玩家可付款，成為付費會員。費用以月費計算，玩家可選擇會員月數，一個月,三个月或十二個月，並需要定期交款，否則，將變回免費會員。

### 優惠
付費會員可享有以下優惠：
- 經常更新付費會員遊戲內容
- 在高質素版本可使用全熒幕
- 比免費會員多9個技能
- 一般技能可有更多元素
- 沒有任何廣告
- 29個只供付費會員的迷你遊戲
- 可建造一個獨一無二的家
- 比免費會員多於150個任務
- 比免費會員地圖大多於3倍
- 銀行容納物品數量比免費玩家多400个。免费玩家只有68个，付费玩家有468个。

### 付費會員專用
付費會員專用的物品(如：弓弦、武器、魔符石、盔甲、原料等)，只能在付費會員世界中使用，在免費世界將不能被使用或交易。付費會員專用的魔法、祈禱等，亦只能在付費會員世界中使用，在免費世界中不能使用。

## 規例
為了防止玩家在遊戲中使用犯法語言、使用外掛程式等，Jagex設立了15條規例。玩家可在遊戲畫面中，看到「Report Abuse」（投訴），來對犯規的玩家作出投訴。但「濫用官方客戶服務系統」、「濫用官方論壇」及「禁廣告」則不會出現在遊戲中的投訴系統，因這3條規例不影響遊戲內的運作。任何會員犯了以下規例，都會有不同的處罰，付費會員也不例外。
1. 犯法語言
  - 防止玩家在遊戲上說髒話、人身攻擊、誹謗等；亦防止有玩家造出「文字泛濫」，影響其他玩家。
2. 物件欺詐
  - 防止有玩家欺騙一些新手玩家，以很高價錢賣出低價物件。
3. 密碼騙取
  - 防止玩家以不當手法盜取別人密碼，例如：扮作官方人員等。因此，RuneScape官方多次聲明，官方人員是不會問玩家密碼的。
4. 不誠實／濫用遊戲錯誤
  - 防止玩家使用遊戲中出現的錯誤，為自己利益著想。當玩家發現有錯誤，應該在官方網站中回報錯誤。
5. 扮作官方人員
  - 防止玩家扮作官方人員，不論是甚麼原因，都算是犯規。包括密碼騙取、問取玩家的個人資料。
6. 分享帳號／帳號交易
  - 防止玩家的帳號被騙，或防止有玩家騙取一個帳號後，把帳號賣掉。一個帳號只能被一個玩家使用，以免與其他人分享時，被別人盜取帳號。所有玩家都不能賣掉自己的帳號，以免影響遊戲公平性。
7. 使用不合法程式
  - 防止玩家使用不合法程式，影響遊戲公平性。不合法程式包括外掛程式，自動操作程式、自動打字程式、滑鼠重覆程式、改動IP地址程式。
8. 多重登入
  - 任何玩家都可以擁有多個帳號，但絕不能多重登入自己的帳號，也不能帳號與帳號進行交易活動，包括正常交易、地上交易等，以防止低級玩家擁有非常強勁的物品。更不能使用不合法程式多重登入。
9. 助長別人犯規
  - 防止玩家助長其他玩家犯規，包括協助、要求別人做犯規的行為。
10. 濫用官方客戶服務系統
  - 防止玩家濫用官方客戶服務系統，濫用官方人力。玩家不能濫用回報系統、投訴系統。
11. 宣傳
  - 防止玩家宣傳其它網站、產品。
12. 正面交易
  - 玩家之間不得進行真世界的交易，以免影響人身安全、擁有更好的武器等。
13. 騙取個人資訊
  - 防止玩家騙取其他玩家的個人資料，以保護私隱權、個人安全等。個人資料包括，家地址、電話號碼、電郵等，國家除外。
14. 濫用官方論壇
  - 玩家不能在論壇犯規，包括以上所有規例，但由於論壇只許付費會員發言（免費會員須在技能等級總和有350級或技能經驗總和有250萬才能發言），所以問題不大。
15. 禁廣告
  - 玩家不能使用任何方法禁止在遊戲畫面上出現的廣告，若發現廣告有冒犯內容，可選擇回報廣告。

### 懲罰
被禁言中的用戶，不能執行以下動作：
- 在遊戲中說話

被封鎖中的用戶，不能執行以下動作：
| 執行的動作        | 執行此動作時出現 |
| 登入Jagex相關遊戲 | "Your account has been disabled" |
| 申請付費會員      | 跳到"用戶資料"(Account Information)的頁面 |
| 登入Jagex相關論壇 | "You are banned. Your user account XXX has been banned from the Forums for breaking the rules in game. You will not be able to post on the Forums until this ban has ended or been lifted." |
| 投票              | "You can not participate in this poll because you are banned" |
| 回報錯誤          | "You can not submit bug reports if you can not play the game. Use the appeals procedure available from the main page if you want to appeal your ban."                                       |

### 上訴
上訴封鎖／禁言(Appeal Bans & Muted)玩家可以透過這功能，查看自己被處罰的原因、證據、時間、及何時取消封鎖或禁言。玩家可透過這功能"道歉"(Apologise)及"上訴"(Appeal)。若覺得自己沒做錯，而這個處罰亦不合理，可以進行"上訴"。若上訴成功，官方將會立刻對該用戶解封鎖或解禁言，並取消該缺點。

### 外掛問題
以前，Runescape的外掛問題很嚴重，基本上只要到任何一棵樹下、漁場或銀行等，都可發現使用外掛的玩家。他們多數都是衣著簡便，低戰鬥級數但某一種技能有很高的級數，要認出他們很簡單，他們通常不顧他人對他們的對話，因為該位玩家在使用自動操作系統，根本不在電腦旁邊。他們的目的是大量收集資源，再把這些資源換取大量遊戲金幣，甚至以真正金錢把遊戲金幣或把資源賣出。這樣出現造成了不公的現象，也嚴重影響伺服器運作。所以，Jagex曾重新整理隨機活動的系統，以防止使自動程式。這個系統更能減少「雙重登入」。

## 健力士世界紀錄獎項
於2008年8月，Runescape被列入健力士世界紀錄大全，項目為：玩家總數最多的免費的大型多人在线角色扮演游戏（MMORPG）。

## 產品
遊戲中的設定和故事內容被編寫成一本小說—RuneScape: Betrayal at Falador，由T.S. Church，於2008年7月25日上市。 

## 外部連結
- RuneScape - 官方網站
- Jagex site（页面存档备份，存于） - Jagex 網頁

### 非官方網站
- RuneHK（页面存档备份，存于） - Runescape 香港討論區

遊戲專屬維基網站
- 中文版維基網站（页面存档备份，存于）
- 英文版維基網站（页面存档备份，存于）

英文遊戲解說網站
- Tip.it（页面存档备份，存于）
- Rune Headquarters（页面存档备份，存于）
- Runescape Tips
- Runescape Guides

英文遊戲金币網站
- 任何現實生活買賣遊戲金幣的行為都違反了 Jagex  Rules